# Nerešeni matematični problemi
Seznam vsebuje nekatere trenutno še nerešene matematične probleme.

## Problemi tisočletne nagrade
Od sedmih problemov tisočletne nagrade, ki jih je postavil Clayjev matematični inštitut, je rešen samo en.
- problem P proti NP
- Hodgeova domneva
- Riemannova domneva
- Jang-Millsov obstoj in masni primanjkljaj
- obstoj in gladkost rešitev Navier-Stokesovih enačb
- Birch-Swinnerton-Dyerjeva domneva

## Drugi še vedno nerešeni problemi

### Aditivna teorija števil
- Goldbachova domneva (Landauov 1. problem) in njena šibka različica
- vrednosti g(k) in G(k) v Waringovemu problemu
- Collatzeva domneva (domneva 3n + 1)
- Gilbreathova domneva
- problem skladnega števila

### Teorija števil: praštevila
- Landauovi problemi
  - domneva praštevislkih dvojčkov; Landauov 2. problem
  - Legendrova domneva; Landauov 3. problem
- neskončno mnogo praštevilskih četverčkov
- neskončno mnogo Mersennovih praštevil (Lenstra-Pomerance-Wagstaffova domneva; enakovredno, neskončno mnogo popolnih števil
- neskončno mnogo regularnih števil, ali je njihova gostota {\displaystyle e^{-^{1}\!/_{2}}}
- neskončno mnogo Cullenovih praštevil (OEIS A050920)
- neskončno mnogo Woodallovih praštevil (OEIS A050918)
- neskončno mnogo palindromnih praštevil v osnovi 10
- neskončno mnogo Fibonaccijevih praštevil
- domneva Bunjakovskega
  - neskončno mnogo praštevil oblike {\displaystyle (n-1)^{2}=n^{2}+1\!\,}; Landauov 4. problem (OEIS A002496)
- ali je vsako Fermatovo število sestavljeno za {\displaystyle n>4}?
- problem Sierpińskega: ali je 78.557 najmanjše število Sierpińskega?
- ali je 509.203 najmanjše Rieselovo število?
- ali obstaja kakšno sestavljeno ugodno število?
- de Polignacova domneva
- ali se vsako praštevilo pojavi v Evklid-Mullinovem zaporedju?
- ali obrat Wolstenholmejevega izreka velja za vsa naravna števila?
- Andricaova domneva
- Firoozbakhtova domneva
- Cramérjeva domneva
- Oppermannova domneva

### Splošna teorija števil
- domneva abc
- obstoj lihih popolnih števil
- obstoj navidezno popolnih števil
- obstoj lihih čudnih števil
- dokaz, da je 196 najmanjše število Lychrelove
- dokaz, da je 10 osamljeno število
- rešitev problema s srečnim koncem za poljubno število n
- obstoj Taxicab(5, 2, n) za n > 1.
- Littlewoodova domneva
- domneva štirih eksponentov
- Erdős-Strausova domneva
- ali so vsi členi Sylvestrovega zaporedja deljivi brez kvadrata?
- Hermitov problem (Hermite, 1848)

### Ramseyjeva teorija
- vrednosti Ramseyjevih števil, še posebno R(5,5)
- vrednosti Van der Waerdnovih števil

### Splošna algebra
- Hilbertov šestnajsti problem
- Hadamardova domneva
- obstoj popolnih kvadrov

### Kombinatorika
- število magičnih kvadratov (OEIS A006052)
- najti enačbo, da dva po naključju izbrana elementa povzročita grupo simetrij {\displaystyle S_{n}}

### Teorija grafov
- Erdős-Gyárfásova domneva
- problem izomorfizma grafa
- Hadwiger–Nelsonov problem o raznovrstnih številih enotne razdalje grafov
- izpeljava izraza zaprte oblike za vrednosti precejanj meja, še posebno {\displaystyle p_{c}} (kvadratna stran)

### Analiza
- Schanuelova domneva
- Lehmerjeva domneva
- Pompeiujev problem
- ali je {\displaystyle \gamma } (Euler-Mascheronijeva konstanta) iracionalna?

### Teorija grup
- ali je zaključena periodična grupa končna (zaključena)?
- obrnjeni Galoisov problem

## Drugi
- problem posplošene višine zvezde
- problem nespremenljivega podprostora
- modeliranje spojitvenih točk črne luknje
- problemi v latinskih kvadratih

## Starejši in nedavno rešeni problemi
| ime                                                  | avtor                 | datum postavitve | rešitev                                | datum rešitve |
| ---------------------------------------------------- | --------------------- | ---------------- | -------------------------------------- | ------------- |
| Hedetniemijeva domneva                               | Hedetniemi            | 1966             | Šitov                                  | 2019          |
| problem Gromova o vozelskih zvitjih                  | Gromov                |                  | Pardon                                 | 2011          |
| krožni zakon                                         |                       |                  | Tao, Vu                                | 2010          |
| Hirscheva domneva                                    | Hirsch                | 1957             | Leal                                   | 2010-05       |
| Serreova domneva o modularnosti                      | Serre                 | 1975             | Khare, Wintenberger                    | 2008          |
| Eulerjeva enačba četrte stopnje                      | Euler                 | 1772             | Madden, Jacobi                         | 2008-03       |
| domneva o heterogenem pokritju (kvadriranje ravnine) | Golomb                | 1975             | F. Henle, J. Henle                     | 2007          |
| problem Minkowskega v Riemannovem prostoru.          | Minkowski             |                  | Bodrenko                               | 2007          |
| domneva barvanja cest                                | Adler, Weiss          | 1970             | Trahtman                               | 2007-09       |
| problem angela                                       | Conway                | 1982             | več neodvisnih dokazov                 | 2006          |
| fundamentalna lema Laglandsa in Shelstadove          | Laglands, Shelstadova | 1983             | Ngô, Laumon                            | 2004          |
| Green-Taojev izrek                                   |                       |                  | Green, Tao                             | 2004          |
| Stanley-Wilfova domneva                              | Stanley, Wilf         |                  | Tardos in Marcus                       | 2004          |
| Cameron-Erdőseva domneva                             | Cameron, Erdős        | 1988             | Green / Sapoženko                      | 2003          |
| domneva dvojnega mehurčka                            | Boys                  | 1896             | Hutchings, Morgan, Ritoré, Ros         | 2002          |
| Poincaréjeva domneva                                 | Poincaré              | 1904             | Perelman                               | 2002          |
| Catalanova domneva                                   | Catalan               | 1844             | Mihăilescu                             | 2002          |
| Katova domneva                                       | Kato                  | 1953             | Auscher, Hofmann, Lacey, Tchamitchian  | 2001          |
| Langlandsov program za funkcijske obsege             |                       |                  | Lafforgue                              | 1999          |
| Tanijama-Šimurova domneva                            | Tanijama, Šimura      | 1957             | Wiles, Breuil, Conrad, Diamond, Taylor | 1999          |
| Keplerjeva domneva                                   | Kepler                | 1611             | Hales                                  | 1998          |
| Friedlander-Iwaniecov izrek                          |                       |                  | Friedlander, Iwaniec                   | 1997          |
| Milnorjeva domneva                                   | Milnor                | 1970             | Vojevodski                             | 1996          |
| Fermatov veliki izrek                                | Fermat                | 1637             | Wiles                                  | 1995          |
| Bieberbachova domneva                                | Bieberbach            | 1916             | de Branges                             | 1985          |
| igra princese in pošasti                             | Isaacs                | 1965             | Gal                                    | 1979          |
| izrek štirih barv                                    | Guthrie               | 1852             | Appel, Haken                           | 1977          |
| Tijdemanov izrek                                     |                       |                  | Tijdeman                               | 1976          |
| Erdős-Turánova domneva                               | Erdős, Turán          | 1936             | Szemerédi                              | 1977          |
| univerzalnost funkcij ζ                              |                       |                  | Voronin                                | 1975          |
| Hilbertov deseti problem                             | Hilbert               | 1900             | Matijasevič                            | 1970          |
| Eulerjeva domneva                                    | Euler                 | 1769             | Lander, Parkin                         | 1966          |
| Plateaujev problem                                   | Lagrange              | 1760             | Douglas                                | 1930          |
| transcendentnost števila π                           |                       |                  | Lindemann                              | 1882          |
| Bertrandova domneva                                  | Bertrand              | 1845             | Čebišov / Ramanudžan                   | 1850 / 1919   |
| iracionalnost števil e in π                          |                       |                  | Lambert                                | 1761          |
| baselski problem                                     | Mengoli               | 1644             | Euler                                  | 1735          |
| Fermatov mali izrek                                  | Fermat                | 1636             | Fermat / Leibniz                       | 1636 / 1683   |

## Navedki
»Problemi so vredni napada,
z dokazi jim vrnemo napad.« — Piet Hein